# Tyron Montgomery

Tyron Montgomery 2006

Tyron Montgomery (* 29. April 1967) ist ein deutscher, ursprünglich aus Irland stammender Film- und Medien-Schaffender, der heute in München lebt und arbeitet.

## Leben
Nach einem Studium der Physik in Wuppertal studierte Tyron Montgomery in den 1990er Jahren an der Kunsthochschule Kassel Visuelle Kommunikation mit den Schwerpunkten Film, Animation und Fotografie (Abschluss 1998 mit Auszeichnung).
Während seines Studiums drehte er 1996 den Kurzfilm Quest, der mit einem „Oscar“ für den besten animierten Kurzfilm und über 40 internationalen Preisen ausgezeichnet wurde (u. a. mit dem Publikumspreis beim Trickfilmfestival Stuttgart sowie dem Cartoon d’Or). Insbesondere der „Oscar“ machte den bis dahin unbekannten Filmstudenten über Nacht berühmt. Als jüngstem Preisträger in der Geschichte verlieh das Hessische Ministerium für Wissenschaft und Kunst Tyron Montgomery 1997 die Goethe-Plakette des Landes Hessen „in Anerkennung der besonderen Verdienste im kulturellen Leben des Landes Hessen“.
Eine Liaison mit der französischen Schauspielerin Aurélia Nolin, bekannt vor allem aus Éric Rohmers Spielfilm Conte d'été (Sommer), führte Tyron Montgomery 1997 nach Paris, wo er in den folgenden drei Jahren lebte und arbeitete, vor allem als Lichtgestalter, Fotograf und Videokünstler für Theaterproduktionen. Parallel dazu arbeitete er in London und Bristol als Regisseur, Kameramann und VFX-Supervisor an technisch aufwändigen Werbespots. In dieser Zeit entwickelte er das Interlaced Light Recording, ein besonderes Modelltrick-Aufnahmeverfahren, das bei gleichzeitiger Kosteneinsparung mehr Flexibilität in der Postproduktion erlaubt.
1997 gründete Tyron Montgomery seine eigene Filmproduktion (Montgomery Film) und produzierte mit Unser Garten den weltweit ersten Stoptrick-Film für die Kinoleinwand, der komplett digital aufgezeichnet und bearbeitet wurde als Auftragsarbeit für das Bundesumweltministerium. Kurz darauf entstand als zweites Unternehmen „X-Plosive Media Network“ für Webdesign und Multimedia-Produktionen, das als TeleWorking-Experiment betrieben wurde: Die rund 20 Grafiker, Webdesigner und Programmierer des Netzwerks waren über den ganzen Globus verteilt und lernten sich nie persönlich kennen.
1998 führte der Spielfilm Die grüne Wolke Tyron Montgomery erneut nach Deutschland. Er betreute die Filmproduktion 18 Monate lang als VFX-Supervisor und seine beiden Firmen produzierten sämtliche Modelltricks sowie zahlreiche Effekte und Animationen. 2000 siedelte Tyron Montgomery von Paris nach München um. Aus Montgomery Film und X-Plosive Media wurde die Agentur Augenreiz für Internet-, Multimedia- und Filmproduktionen.
2007 gründete Tyron Montgomery gemeinsam mit Seymour Duncker und Rajesh Setty im Silicon Valley die Firma iCharts, die Online-Software für interaktive Datenvisualisierung entwickelte. Die Investitionen in das Unternehmen beliefen sich auf 16,3 Millionen US$. 2008 wurde iCharts auf der TechCrunch50 Conference zu einem der 50 innovativsten Unternehmen weltweit gewählt. Die zugrunde liegende Technologie „Embedding Creation, Sharing and Embedding of Interactive Charts“ wurde am 18. September 2012 vom US-Patentamt als Patent eingetragen. iCharts wurde in zahlreiche Unternehmen und Plattformen integriert und 2016 zur NetSuite SuiteApp of the Year gewählt. Nach dem erfolgreichen Start verließ Tyron Montgomery iCharts, um weiterhin in München aktiv zu sein. Im April 2018 wurde die Insolvenz der iCharts Inc. beim California Northern Bankruptcy Court angemeldet. Die Patente gingen in den Besitz der iCharts LLC über, die am 30. Oktober 2023 in Austin gegen Tableau Software Klage wegen Patentverletzung einreichte.
Seit 1997 unterrichtet Tyron Montgomery an mehreren Schulen, u. a. an der Münchner Filmwerkstatt und der Bayerischen Akademie für Fernsehen und Digitale Medien. Er hält Vorträge auf Filmfestivals und war von 2006 bis 2013 mehrfach als Jurymitglied für Communication Design beim Red Dot Design Award.
Von 2004 bis 2014 war Tyron Montgomery mit der Schmuckdesignerin Anne Gericke verheiratet. Sie haben zwei Kinder: Tochter Ava (* 19. Dezember 2002) und Sohn Arian (* 10. März 2008). Beide Kinder sind regelmäßig in TV- und Kino-Produktionen zu sehen.